# Acuerdos de paz entre el gobierno de Bashar al-Ásad y la oposición siria
Los Acuerdos de paz entre el gobierno de Bashar al-Ásad y la oposición siria consistieron en una serie de encuentros oficiales que fueron llevados a cabo por parte del gobierno de Bashar al-Ásad y algunos grupos de la oposición siria considerados moderados en varias ciudades con la participación de garantes como Rusia, Turquía, Estados Unidos y la misma ONU; aunque ya hubo anteriores encuentros fue recién en el 2017 cuando ambas partes decidieron sentarse a la mesa y conversar sobre el futuro y la definitiva paz en Siria, además de crear un frente armado para luchar contra los yihadistas. En las conversaciones se dejó excluido a varios grupos radicalistas, fundamentalistas, opositores y separatistas.
Hubo otra negociación el 23 de marzo de 2017 en donde participó Estados Unidos como mediador.